# Andrzej Brygidyn
Andrzej Brygidyn (ur. 30 września 1947 w Sanoku, zm. 28 grudnia 2021 w Ustrzykach Dolnych) – polski nauczyciel historyk.

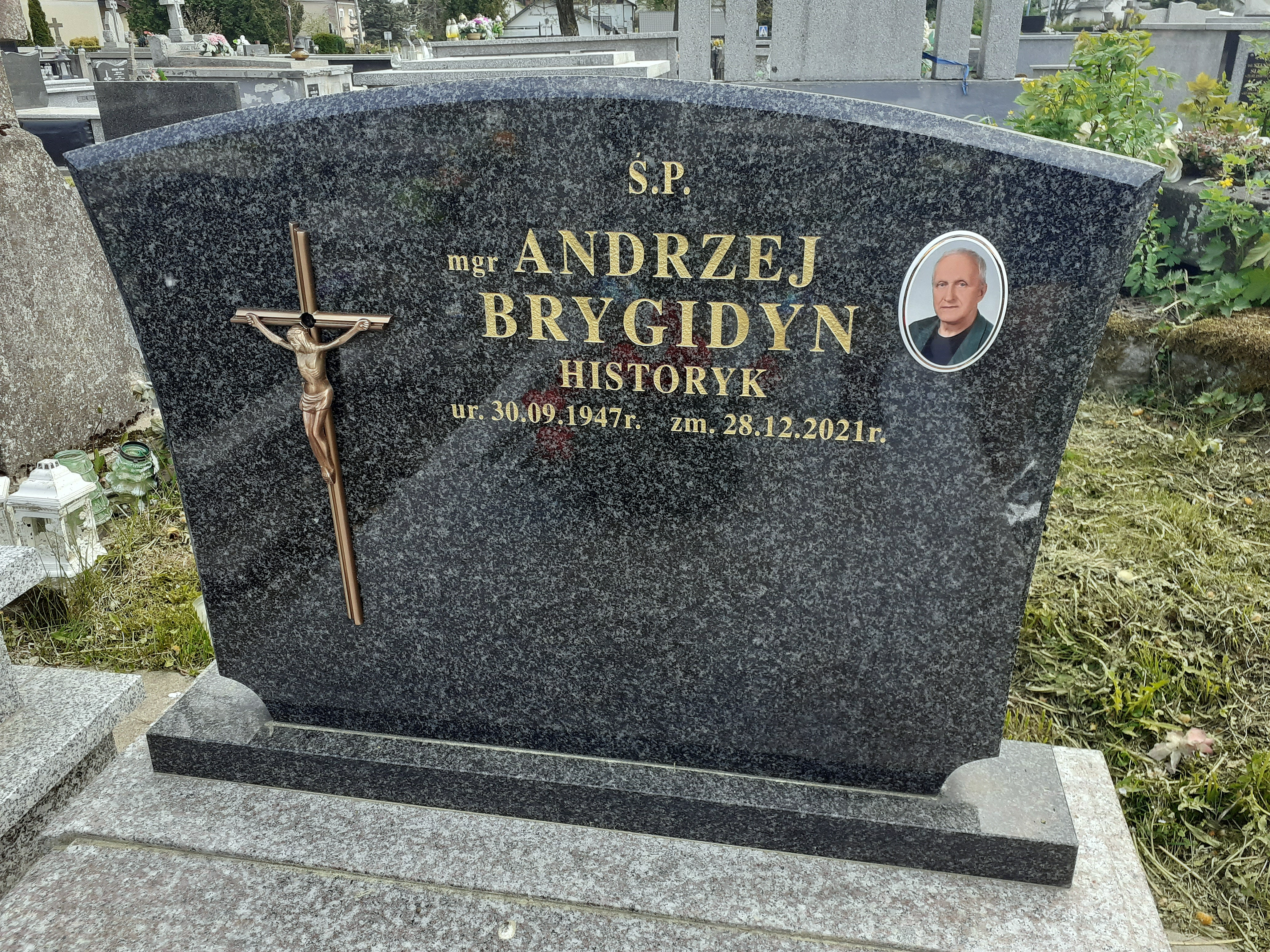
Grób Andrzeja Brygidyna

## Życiorys
Urodził się w Sanoku. Absolwent Liceum Ogólnokształcącego Męskiego w Sanoku z 1965. Od 1967 do 1971 studiował na Wydziale Humanistycznym Wyższej Szkoły Pedagogicznej w Krakowie, uzyskując dyplom magistra historii. 
Po studiach powrócił do rodzinnego Sanoka i podjął pracę nauczyciela w kilku szkołach, a jednocześnie podjął się gromadzenia materiałow o losach żołnierzy związanych z Sanokiem. Pracował na stanowisku nauczyciela historii w sanockich szkołach podstawowych: kolejno w SP nr 5, SP nr 4 oraz SP nr 7. Od 1977 był dyrektorem Szkoły Podstawowej nr 7 im. 6 Pomorskiej Dywizji Powietrznodesantowej w Sanoku, od 26 kwietnia 1999 dyrektorem powstałego w wyniku przekształcenia SP nr 7 Gimnazjum nr 4 im. 6 Pomorskiej Dywizji Piechoty do 2003. W 1991 uzyskał III stopień specjalizacji zawodowej w zakresie nauczania historii (jako jeden z pierwszych nauczycieli w Sanoku). W 2001 obchodził jubileusz 35-lecia pracy w zawodzie nauczyciela. Był inicjatorem powstania i twórcą otwartego w 1999 Nauczycielskiego Kolegium Języków Obcych w Sanoku, którego został dyrektorem (na uczelni kształcenie otrzymywali nauczyciele języków angielskiego i niemieckiego, mający następnie możliwość uzyskania licencjata na Uniwersytecie Śląskim). Ponadto został dyrektorem Podkarpackiego Centrum Doskonalenia i Doradztwa (od 2008), Niepublicznego Liceum Ogólnokształcącego i Niepublicznego Uzupełniającego dla Dorosłych (od 2008), Sanockiej Szkoły Policealnej (2011), Wyższej Szkoły Sanockiej (od 2012).
Od początku lat 80. publicysta i autor publikacji z zakresu historii II wojny światowej, historii współczesnej, także w ujęciu lokalnym miasta Sanoka i ziemi sanockiej. W tym zakresie został współpracownikiem czasopism regionalnych (m.in. „Podkarpacie”, „Gazeta Sanocka – Autosan”, „Tygodnik Sanocki”). Jego prace naukowe publikowano też w opracowaniach zbiorowych. W 1991 Komisja Historyczna Rady Miasta Sanoka przyznała dotację w wysokości 25 mln zł na wydanie książki A. Brygidyna pt. Kryptonim „San”.
W okresie PRL był lektorem sanockiego oddziału Towarzystwa Wiedzy Powszechnej. W 1980 został wiceprezesem ds. wychowawczych powołanego wówczas klubu łyżwiarstwa szybkiego SKŁ Górnik Sanok. W SP 7 oprócz nauczania historii trenował też piłkarzy, a w czerwcu 1985 kierowana przez niego reprezentacja szkoły wygrała zawodnicy ligi szkolnej w Sanoku. Sprawował mandat radnego Miejskiej Rady Narodowej (MRN) w Sanoku; wybrany w wyborach w 1988 z ramienia PZPR. 10 lipca 1991 został wybrany członkiem zarządu Towarzystwa Rozwoju i Upiększania Miasta Sanoka i pełnił tę funkcję do 1998. Następnie został członkiem Komisji Historycznej w TRiUMS.  Został członkiem Stowarzyszenia Korporacji Literackiej w Sanoku. Według informacji upublicznionych w 1992 przez Komitet Obywatelski w Sanoku Andrzej Brygidyn miał po wprowadzeniu stanu wojennego w Polsce uczestniczyć w dniu 13 lutego 1982 w posiedzeniu zespołu ds. oceny kadry pedagogicznej szkól i placówek oświatowo-wychowawczych w Sanoku, powołanego celem weryfikacji nauczycieli w tym mieście, czemu wówczas zaprzeczył.
Zmarł 28 grudnia 2021 w Ustrzykach Dolnych w wieku 74 lat. Został pochowany na Cmentarzu Centralnym w Sanoku 31 grudnia 2021.
Jego córka Magdalena Brygidyn-Paszkiewicz także ukończyła studia historyczne i została pedagogiem.

## Publikacje
- Kryptonim „San”. Żołnierze sanockiego Obwodu Związku Walki Zbrojnej – Armii Krajowej 1939-1944. Sanok: Społeczny Komitet Wydawniczy „San”, 1992. Brak numerów stron w książce[30][3]
- Żołnierskimi rzuceni losami. Sanok: 1994. ISBN 83-87282-47-2. Brak numerów stron w książce (wydanie 2: 1997)[3][31][13]
- Sanok. Między wojną a stanem wojennym. Sanok: PUW Roksana, 1999. ISBN 83-87282-86-3. Brak numerów stron w książce[32][3][13]
- Sanocka Lista Katyńska. Jeńcy Kozielska, Ostaszkowa, Starobielska oraz innych obozów i więzień Polski kresowej pomordowani w Rosji Sowieckiej. Sanok: 2000. Brak numerów stron w książce[33][3][13]
- Śladami synów Ziemi Sanockiej – żołnierzy 6 Dywizji Piechoty. Sanok: 2000. Brak numerów stron w książce
- Wspomnienia i relacje żołnierzy Sanockiego Obwodu Związku Walki Zbrojnej – Armii Krajowej 1939-1944. Sanok: 2012. ISBN 978-83-903080-5-0. Brak numerów stron w książce (współautorka: Magdalena Brygidyn-Paszkiewicz)[34][4]
- Sanockie reminiscencje. Sanok: 2013. ISBN 978-83-903080-2-9. Brak numerów stron w książce (współautorka: Magdalena Brygidyn-Paszkiewicz)

Inne
- artykuł Śladami synów Ziemi Sanockiej – żołnierzy 6 Dywizji Piechoty w: „Rocznik Sanocki”, Tom VI, 1988[35]
- podrozdział Życie polityczne w rozdziale W latach powojennych w: Sanok. Dzieje miasta. Kraków: Secesja, 1995. ISBN 83-86077-57-3. Brak numerów stron w książce[1][3]

## Nagrody i odznaczenia
- Nagroda Wojewódzkiego Kuratora Oświaty i Wychowania (1975[36], 1982[37])
- Dyplom uznania za pracę ideowo-wychowawczą i kulturalną przyznany przez Zarząd Wojewódzki Towarzystwa Wiedzy Powszechnej (1977)[22]
- Dyplom uznania za wybitne osiągnięcia i zaangażowanie w pracy ideowo-wychowawczej przyznany przez Miejski Ośrodek Pracy Ideowo-Wychowawczej, stanowiący filię Wojewódzkiego Uniwersytetu Marksizmu-Leninizmu (1983)[38]
- Nagroda Ministra Edukacji Narodowej II stopnia (1988)[39]
- Nagroda Miasta Sanoka II stopnia w dziedzinie literatury przyznana za rok 1995 (za upowszechnianie historii regionalnej)[40][1][2]
- Konkurs „Ziemia rodzinna Grzegorza z Sanoka w literaturze”[41]:
  - Godło „Grzegorz” w dziedzinie prozy literackiej za pracę pt. Wsypa (1986)
  - II nagroda – dwukrotnie[1][2] (w tym w 1991 w dziale pamiętników[42])
- III nagroda w Konkursie Literackim zorganizowanym w 1988 przez ZNP w Rzeszowie (za opowiadanie pt. Stefka)[1][2][43]
- Odznaka „Za Zasługi dla Związku Kombatantów RP i Byłych Więźniów Politycznych” (1999)[44]
- Tytuł członka honorowego Związku Kombatantów RP i Byłych Więźniów Politycznych[45]
- Nagroda Powiatu Sanockiego w dziedzinie kultury (2001, za publikację Sanocka Lista Katyńska)[46][5]
- Odznaka „Zasłużony dla Sanoka” (2001)[5]